# Eliana Stábile
Eliana Noemí Stábile (Buenos Aires, 26 novembre 1993) è una calciatrice argentina, difensore del Boca Juniors e della nazionale femminile argentina.

## Carriera
Nel 2019 partecipa al campionato mondiale con la nazionale argentina.

## Palmarès

### Competizioni nazionali
- Campionato argentino: 4

River Plate: 2009 (C), 2010 (C)
Boca Juniors: 2020, 2021 (C)
- Supercoppa argentina: 1

Boca Juniors: 2015
- Superfinal: 1

Boca Juniors: 2021
- Coppa di Lega: 1

Boca Juniors: 2023
- Coppa federale: 1

Boca Juniors: 2023

### Competizioni internazionali
- Coppa Libertadores

Atlético Huila: 2018